# Turgòvia
Turgòvia (alemany Thurgau, francès Thurgovie, italià Turgovia, romanx Turgovia) és un cantó de Suïssa septentrional. El nom prové del riu Thur i de Gau, paraula germànica per a regió.